# Disfunzione sessuale post-SSRI
La disfunzione sessuale post-SSRI (Post-SSRI Sexual Dysfunction, PSSD), conosciuta anche come Sindrome Post-SSRI, è una patologia iatrogena (dovuta ad un farmaco) causata dai farmaci inibitori della ricaptazione della serotonina (come gli antidepressivi SSRI, SNRI ed alcuni triciclici) caratterizzata da disfunzioni sessuali, cognitive ed emotive che insorgono durante l'assunzione del farmaco o meno comunemente alla sua sospensione e che persistono per un tempo indefinito (mesi, anni o irreversibilmente) dopo la sospensione del trattamento.
Benché i primi report di farmacovigilanza risalgano al 1991, solo negli ultimi anni un crescente numero di evidenze scientifiche ne ha portato al riconoscimento da parte della comunità medica e delle autorità sanitarie. Attualmente non è stato individuato un trattamento per la sindrome ne sono state definite con certezza eziologia, frequenza e fattori di rischio.

## Sintomi
Nonostante il nome, questa condizione non riguarda solo sintomi legati alla sfera sessuale ma spesso si associa a deficit cognitivi e a una riduzione della capacità di provare piacere ed emozioni in generale, di cui i disturbi sulla sessualità sono solo i riflessi più evidenti di una difficoltà emotiva più ampia. Tali sintomi possono manifestarsi durante l'assunzione e persistere dopo l'interruzione, oppure peggiorare o comparire con la sospensione del trattamento.
I sintomi più comuni, che possono variare per intensità e presentarsi insieme o separatamente, includono:
- Riduzione o perdita del desiderio sessuale: può diminuire o scomparire il piacere legato alla sessualità, le fantasie erotiche, il desiderio di rapporti sessuali o il bisogno di soddisfare le necessità fisiche legate alla sessualità, come la masturbazione.[2]
- Ipoestesia genitale: riduzione o perdita della sensibilità al tatto e alla temperatura nelle aree genitali, come pene, vagina e capezzoli.[9] Perdita o riduzione dei riflessi nervosi nell'area genitale, come il riflesso cremasterico e bulbocavernoso.[3]
- Ottundimento emotivo: diminuzione della capacità di provare emozioni (anedonia), sensazioni edoniche e di legame emotivo (compreso il desiderio di intimità di coppia);[2] apatia, mancanza di motivazione e perdita di interesse per attività prima gratificanti.[10] Sensazione costante di "distacco" e alienazione.[11]
- Disfunzione erettile e ridotta lubrificazione vaginale: per gli uomini, difficoltà a mantenere un'erezione sia per via psicogena (pensieri erotici) sia che per stimolazione fisica, con riduzione delle erezioni spontanee notturne e mattutine (la cui presenza è spesso usata come indicatore per distinguere una disfunzione sessuale di origine psicogena da una patologica). Per le donne, riduzione della lubrificazione e della congestione genitale;[2]
- Anedonia orgasmica: riduzione o assenza del piacere legato all'orgasmo, anche se i riflessi muscolari sono conservati.
- Difficoltà nel raggiungere l’orgasmo (anorgasmia) o eiaculazione precoce, sindrome da eccitazione sessuale persistente nelle donne (PGAD).[12] Riduzione della portata e della potenza eiaculatoria.[13]
- Deficit cognitivi: disturbo dell'attenzione (ADHD), sensazione di confusione nebbia mentale (mental fog), difficoltà di apprendimento e memoria, diminuita capacità creativa; riduzione dell'attività onirica, compresi i sogni erotici;[3]

La durata dei sintomi è variabile, con casi riportati che vanno da alcuni mesi fino a decenni. Questo disturbo ha un notevole impatto negativo sulla qualità della vita dei soggetti colpiti, che riescono generalmente a distinguere questi sintomi da quelli simili ma causati da altre condizioni depressive o psichiatriche di base.

## Prevalenza e fattori di rischio

### Prevalenza
A causa della mancanza di studi prospettici e su larga scala volti ad indagare in maniera sistematica la frequenza delle disfunzioni sessuali persistenti a seguito di un trattamento con un farmaco inibitore della ricaptazione della serotonina, non esistono dati definitivi sulla prevalenza della sindrome ne sui fattori che contribuiscono al suo sviluppo. Si presume che la prevalenza reale sia sottostimata a causa della mancanza di criteri diagnostici precisi, dello scarso riconoscimento da parte di specialisti ed autorità sanitarie, della sovrapposizione dei sintomi con quelli di altre patologie psichiatriche che potrebbero orientare verso una interpretazione psicodinamica dei sintomi nonché della difficoltà dei pazienti a parlarne a causa dello stigma legato alle disfunzioni sessuali. Per questo stati pubblicati inviti per studi epidemiologici post-marketing.
Benché la maggior parte delle persone sembrino ritrovare la loro normale funzione sessuale dopo l'interruzione di un trattamento a base di SSRI\SNRI, alcuni studi indicano che una significativa parte di assuntori potrebbe sperimentare, almeno in forma lieve, una qualche forma di disfunzione persistente.
In uno studio del 1999 ad un gruppo di pazienti in cura per depressione con un SSRI che stavano sperimentando qualche genere di disfunzione sessuale dovuto al farmaco è stato chiesto di passare all'antidepressivo "amineptina", noto per avere una bassissima incidenza di effetti collaterali sulla sfera sessuale. Dopo 6 mesi, il 55% di questi pazienti aveva ancora qualche tipo di disfunzione sessuale, mentre nei pazienti depressi trattati da subito con amineptina e non esposti ad un SSRI la percentuale di disfunzioni sessuali era solo del 4%.
In 3 ampi studi vs. placebo effettuati secondo il metodo del doppio cieco, con lo scopo di evidenziare gli effetti benefici degli SSRI nel trattamento dell'eiaculazione precoce, è stato rilevato che l'effetto ritardante sull'eiaculazione persisteva nel tempo (per oltre 6 mesi) dopo l'interruzione del farmaco su un'ampia percentuale dei pazienti (oltre il 60%), segno che il farmaco potrebbe aver indotto cambiamenti persistenti nella funzionalità sessuale.
Uno studio di Tanrikut et al. del 2010, che aveva lo scopo di indagare gli effetti della paroxetina sullo sperma, ha valutato anche la funzione sessuale prima, durante e dopo il trattamento di cinque settimane. È stato rivelato che dopo 4 settimane dalla sospensione del farmaco i punteggi del Brief Sexual Function Inventory for Urology (BSFI), un questionario standardizzato per valutare la funzionalità erettile ed eiaculatoria, non erano tornati ai livelli pretrattamento ed il 9% dei pazienti trattati lamentava ora una disfunzione non trascurabile.
Nel 2019 è stato pubblicato il primo studio volto ad indagare specificatamente la prevalenza di disfunzioni sessuali persistenti in pazienti adulti precedentemente trattati con SSRI. I risultati indicano che il 52,6% dei soggetti esaminati (attraverso questionari standardizzati) lamentano disfunzioni sessuali significative di cui non soffrivano prima del trattamento con il farmaco. I ricercatori sottolineano che alcuni fattori confondenti quali il campione limitato e il design sperimentale potrebbero aver fortemente influenzato il risultato, che rappresenta perciò un primo tentativo di stima su cui basare successive ricerche; tuttavia evidenziano che il 23,6% dei soggetti riportano Ipoestesia persistente ai genitale e ai capezzoli, un sintomo caratteristico che non è stato associato ad altre patologie dei soggetti esaminati.
Nel 2020 è stato pubblicato uno studio retrospettivo su un ampio campione di pazienti trattati con un SSRI seguiti tra il 2009 e il 2019 in una clinica urologica. Il 4% dei pazienti maschi ha soddisfatto i criteri per la PSSD, avendo mostrato sintomi di disfunzione sessuale per più di 6 mesi dopo l'interruzione di un SSRI.
Nel 2024 è stato pubblicato uno studio retrospettivo svolto su circa 2000 giovani precedentemente trattati con vari farmaci, tra cui un SSRI e\o terapie ormonali, il quale ha rilevato che il 13,2% di quelli che avevano assunto un SSRI erano affetti da Ipoestesia Genitale Persistente (PPTGH, uno dei sintomi caratteristici della PSSD) contro lo 0,9% di quelli trattati con altri farmaci ormonali e\o antidepressivi.

#### Disfunzioni in corso di trattamento
Accade molto comunemente che chi assume antidepressivi SSRI (e anche SNRI) lamenti effetti collaterali sulla sfera sessuale che si configurano in disfunzione erettile nell'uomo e difficoltà nella lubrificazione nella donna, incapacità di raggiungere l'orgasmo, calo della libido e del piacere legato alla sessualità e più raramente diminuzione della sensibilità genitale.
La percentuale di persone che sperimenta questo tipo di effetti collaterali varia molto in base agli studi: i primi ne stimavano una prevalenza attorno all'8-14% (ma ciò si è rivelato un dato sottostimato perché i pazienti non erano propensi a riportare spontaneamente tali effetti e i medici evitavano di chiederlo a causa dello stigma sociale legato alle disfunzioni sessuali) mentre le attuali indagini post-marketing portano tale percentuale al 70%. Alcuni studi arrivano ad una prevalenza del 100%.
Uno studio del 2009 condotto da un team di ricercatori dell'università di Oxford ha trovato che gli SSRI causano nella maggior parte dei pazienti trattati ottundimento emotivo, espresso come apatia e una minore capacità di provare empatia ed emozioni positive in genere. A causa di ciò alcuni pazienti hanno sviluppato ideazioni suicidarie ed uno è arrivato ad azioni di autolesionismo nella speranza di provare "emozioni". In questo studio è risultato che i pazienti erano in grado di distinguere tra i deficit emozionali causati dal trattamento e quelli dovuti alla loro patologia depressiva. In un altro studio pubblicato nel 2014 si è evidenziato come gli SSRI (ed anche i TCA anche se in misura minore) abbiano un impatto negativo significativo sui sentimenti di "amore" e "attaccamento" verso la partner, in particolare negli uomini. In altri studi si è misurata la sensibilità tattile della cute genitale mediante delle stimolazioni elettriche e si è visto che questa era significativamente diminuita durante la somministrazione di SSRI e ciò non era spiegabile con cause psicologiche.
La diminuzione della pulsione, la disfunzione erettile e il diminuito interesse per le attività piacevoli e quotidiane sono un sintomo tipico anche di diverse patologie ansioso-depressive specie di grado severo; tuttavia la perdita della libido e dei riflessi automatici, la difficoltà a raggiungere l'orgasmo, l'anestesia genitale, l'ottundimento emotivo sembrano invece essere speciale caratteristica dei farmaci serotoninergici.

### Fattori di rischio
Non sono ancora stati definiti con certezza i fattori di rischio per lo sviluppo della sindrome Post-SSRI. Non è quindi noto, ad esempio, se la durata del trattamento con un inibitore della ricaptazione della serotonina influisca sulla possibilità di sviluppare la sindrome oppure se un dato farmaco esponga ad un rischio maggiore rispetto ad un altro. In letteratura, sono descritti casi insorti solo dopo poche settimane di assunzione di un SSRI.
In uno studio retrospettivo condotto nel 2021 su 135 soggetti con PSSD, è emerso che la maggior parte erano giovani maschi eterosessuali sottoposti ad un trattamento con dosi medio-alte di un SSRI. Di questi, 118 hanno sviluppato le disfunzioni durante il trattamento mentre 17 le hanno sviluppate solo in corrispondenza della sospensione.
È stato dimostrato come l'utilizzo di SSRI nei soggetti giovani possa alterarne il comportamento sessuale da adulti, diminuendo la frequenza della masturbazione ed il desiderio sessuale rispetto agli adulti non esposti ad un SSRI.
Nel maggio 2006, la società farmaceutica Eli Lilly, produttrice del farmaco Fluoxetina, ha acconsentito alla richiesta del Committee for Medicinal Products for Human Use di pubblicare i dati in loro possesso sull'effetto dell'esposizione alla fluoxetina dei soggetti giovani su parametri quali maturazione sessuale, livelli ormonali, sviluppo puberale, tossicità riproduttiva. Benché i risultati preliminari hanno mostrato una interferenza sulla crescita e sui parametri ormonali, i risultati definitivi completi non sono stati pubblicati.

### Farmaci implicati nello sviluppo della sindrome
Sembra che a provocare la sindrome siano i farmaci che agiscono come Inibitori della ricaptazione della serotonina, di cui fanno parte alcuni tra i più diffusi antidepressivi (SSRI, SNRI ed alcuni triciclici).
In Italia i farmaci SSRI in commercio sono:
- fluoxetina (Prozac, Fluoxeren, Azur, Clexiclor, Cloriflox, Diesan, Flotina, Ipsumor, Xeredien)
- sertralina (Zoloft, Tatig, Tralisen)
- citalopram (Seropram, Elopram, Felipram, Frimaind, Feliximir, Frimaind, Kaidor, Marpram, Percitale, Return, Ricap, Sintopram, Verisan)
- escitalopram (Cipralex, Entact)
- fluvoxamina (Dumirox, Fevarin, Maveral)
- paroxetina (Daparox, Dapagut, Dropaxin, Eutimil, Sereupin, Seroxat, Stiliden)
- dapoxetina (Priligy)

mentre gli SNRI
- venlafaxina (Efexor, Faxine, Zarelis)
- duloxetina  (Cymbalta, Xeristar)
- desvenlafaxina (Pristiq)
- Duloxetina (Cymbalta)
- Atomoxetina (Strattera)
- Levomilnacipram (Fetzima)

Attualmente, gli SSRI (inibitori selettivi della ricaptazione della serotonina) e gli SNRI (inibitori della ricaptazione di serotonina e noradrenalina) sono considerati i farmaci di prima scelta per trattare la depressione e i disturbi d'ansia in tutte le fasce d'età. Questa preferenza è dovuta al loro profilo di effetti collaterali più favorevole e alle minori interazioni farmacologiche rispetto agli antidepressivi più vecchi, come i triciclici e gli IMAO (inibitori delle monoamino ossidasi). Gli SSRI e gli SNRI possono essere prescritti sia da specialisti che dai medici di base e sono completamente rimborsati dal Servizio Sanitario Nazionale (SSN), il che ne facilita la diffusione e il prolungato uso. È comune, infatti, che chi inizia una terapia con questi antidepressivi la prosegua per anni, come trattamento di mantenimento e per prevenire ricadute. Negli Stati Uniti, il 60% delle persone che avviano un trattamento antidepressivo lo continua per almeno due anni, e il 14% per dieci anni. Tuttavia, alcuni studi suggeriscono che un uso prolungato di antidepressivi SSRI/SNRI potrebbe avere un effetto "pro-depressivo".

#### Altri farmaci
Anche alcuni farmaci con un diverso meccanismo d'azione rispetto agli SSRI, ossia non legato alla ricaptazione della serotonina, possono provocare una sindrome con sintomi simili alla PSSD in alcuni pazienti. Tra questi vi sono la finasteride (utilizzata per trattare la calvizie maschile, l'ipertrofia prostatica benigna e alcuni tipi di tumori) e l'isotretinoina (usata per il trattamento dell'acne).
Anche gli assuntori di MDMA (ecstasy), una sostanza psicoattiva in grado di aumentare notevolmente le quantità cerebrali di serotonina, possono sviluppare una sintomatologia molto simile caratterizzata da anedonia, apatia e disfunzioni sessuali.

## Diagnosi e segnalazione
Nel maggio 2019, il Pharmacovigilance Risk Assessment Committee (PRAC) dell'Agenzia Europea per i medicinali (EMA), in seguito ad una revisione della letteratura sulla PSSD nonché delle segnalazioni spontanee, pubblica una raccomandazione per tutte le case farmaceutiche di SSRI e SNRI di aggiornare i foglietti illustrativi con la dicitura che "In alcuni casi i sintomi di disfunzione sessuale possono persistere in seguito all'interruzione del trattamento" riconoscendo di fatto la patologia. Simili raccomandazioni sono state rilasciate dagli enti regolatori di Canada, Hong Kong e Regno Unito.
Tuttavia la possibilità della comparsa di disfunzioni sessuali persistenti a seguito dell'uso di un SSRI/SNRI non è ancora diffusamente riconosciuta dalle autorità sanitarie, per cui non è generalmente riportata nelle linee guida e non sono stati diramati bollettini volti ad informare specialisti e medici di famiglia di tale eventualità. Ciò contribuisce a generare erronee diagnosi di disfunzioni sessuali con causa psicologica che vengono perciò affrontate in maniera inadeguata e alla mancata segnalazione alle autorità di farmacovigilanza dei casi con grave sottostima del fenomeno (è per questo importante che in caso di sospetta presenza della sindrome venga inviata l'apposita segnalazione di sospetta reazione avversa alla autorità di farmacovigilanza).
Negli studi è invocato un miglioramento della comunicazione delle informazioni tra medico e paziente circa la possibilità di effetti collaterali sulla sfera sessuale (consenso informato).

### Criteri diagnostici
Per stabilire la presenza della PSSD, un approccio utilizzabile è la consultazione medica e psicologica atta a testare parametri misurabili della salute del paziente (alterazioni fisiologiche e del funzionamento sessuale) tramite interviste standardizzate o indagini specialistiche, escludendo eventuali fattori patologici o concause psicologiche. Non è stato attualmente individuato un fattore diagnostico (test di laboratorio) in grado di confermare la presenza della patologia: i classici parametri ormonali ematici comunemente associati alla comparsa di disfunzioni sessuali (abbassamento testosterone, innalzamento prolattina) risultano nella norma.
Ad ottobre 2021 è stato pubblicato uno studio ad opera di un ampio gruppo di ricerca internazionale che ha stabilito per la prima volta dei criteri diagnostici per la patologia sulla base di dati pubblicati tra il 2014 ed il 2018 basati su 428 casi clinici:
Criteri necessari:
- precedente trattamento con un farmaco inibitore della ricaptazione della serotonina (SSRI o SNRI);
- cambiamento duraturo nella sensibilità tattile (ipoestesia) o erogena dei genitali dopo la sospensione del trattamento.

Criteri aggiuntivi:
- riduzione duratura del desiderio sessuale;
- disfunzione erettile o perdita di lubrificazione vaginale;
- difficoltà a raggiungere l'orgasmo o diminuzione della sensazione di piacere durante l'orgasmo;
- durata dei sintomi maggiore di 3 mesi dopo la sospensione del farmaco;
- disfunzione del pavimento pelvico e cistiti interstiziali.

Alcuni studi inoltre riportano la presenza di iperalgesia genitale con diminuzione/assenza di riflesso cremasterico e bulbocavernoso, una assenza o notevole riduzione di erezioni spontanee e notturne, diagnosi di disfunzione erettile quantificabile attraverso il questionario standardizzato IIEF-5, diagnosi di disturbo sessuale ipoattivo (HSDD), alterazioni nel Quantitative Sensory Testing (QST, un test volto a studiare la sensibilità a vari stimoli sensoriali), appiattimento della sfera emotiva (anedonia) e fibrosi dei tessuti erettili associata ad una loro diminuita espandibilità diagnosticata attraverso ecografie.

## Eziologia
Non è attualmente noto ciò che provoca la PSSD. Essendo generata dalle molecole che inibiscono la ricaptazione della serotonina, la sindrome sembra essere meccanismo d'azione specifica. Non sono stati però svolti molti studi per valutare quanto e quali delle numerose modificazioni nella chimica neuronale e nella struttura cerebrale indotta dagli SSRI/SNRI siano reversibili con la sospensione del trattamento.
Diversi studi hanno avanzato ipotesi sull’origine della sindrome. Si pensa che la PSSD possa essere causata da uno squilibrio tra serotonina e dopamina, alterazioni della sensibilità recettoriale, cambiamenti nella sintesi dell'ossido nitrico o nel sistema melanocortinico. Poiché gli SSRI sono in grado di alterare la produzione di neurosteroidi, si ipotizza che nella PSSD, così come la Sindrome Post Finasteride (PFS) con cui condivide molti sintomi, sia associata a modificazioni nella produzione e nella sensibilità a specifici neuro-ormoni steroidei che regolano il comportamento sessuale, soprattutto in aree cerebrali come l’ipotalamo, l’ippocampo e la corteccia cerebrale. Il professor Healy suggerisce che alcuni sintomi possano essere causati da un effetto tossico di questi farmaci sui nervi spinali: studi su modelli animali hanno mostrato che la fluoxetina, anche se assunta per breve tempo, può alterare in modo duraturo le proprietà bioelettriche delle membrane cellulari, contribuendo potenzialmente ai sintomi di ipoestesia genitale. Altri studiosi ipotizzano possa esserci un effetto neurotossico in analogia ad altre sostanze psicoattive in grado di generare sintomi simili. È stato osservato che l’assunzione di farmaci che inibiscono la ricaptazione della serotonina può indurre cambiamenti epigenetici nel cervello: il controllo dell'espressione genetica, mediato tra l'altro anche dagli ormoni steroidei, potrebbe spiegare la persistenza dei sintomi a lungo termine dopo la sospensione del farmaco.
La Fluoxetina (Prozac), il prototipo di SSRI, è stata classificata come una tossina riproduttiva dal Centro per la Valutazione dei Rischi sulla Riproduzione Umana (CERHR), un gruppo di esperti presso il National Institute of Environmental Health Sciences del National Institutes of Health.

### Studi sugli animali
Esperimenti sui roditori hanno mostrato che il trattamento prolungato con SSRI durante la giovane età può ridurre in modo permanente il comportamento sessuale, anche in età adulta. Questi studi hanno inoltre evidenziato significative alterazioni cerebrali come aumento dell'enzima chiave per la sintesi della serotonina (triptofano idrossilasi) nel nucleo del rafe dorsale, la riduzione della quantità e funzionalità del trasportatore della serotonina (SERT) nella corteccia, l'alterazione della sensibilità dei recettori della serotonina e cambiamenti nell'espressione dei geni legati a dopamina, glutammato, GABA, BDNF e fattori infiammatori.
Sembra che la PSSD possa essere trasmessa ereditariamente da una generazione all'altra, almeno nei roditori, dal momento che l'esposizione materna alla fluoxetina altera la motivazione sessuale nei topi maschi adulti. Ciò potrebbe essere dovuto ad alterazioni epigenetiche ereditabili.
Non è noto se i risultati ottenuti negli animali possano essere ricondotti agli esseri umani ma le conseguenze potrebbero essere simili.

### Effetti a breve termine degli SSRI
Durante l'assunzione di un SSRI sono state evidenziate, attraverso studi su animali e pazienti, numerose alterazioni neuroendocrine, della struttura cerebrale, del funzionamento e nella chimica dei neuroni, alcune delle quali potrebbero essere direttamente coinvolte nella genesi delle disfunzioni sessuali.
Tra queste, si citano ad esempio:
- inibizione della sintesi del GnRH (Central Gonodotropin Releasing Hormone), ormone che svolge un ruolo centrale nei fenomeni riproduttivi;[68] interferenza nella sintesi di ormoni neuroendocrini;[69][70]
- diminuzione dell'espressione delle proteine nNOS (Neuronal Nitric Oxide Synthase), l'ossido nitrico svolge un ruolo fondamentale nell'erezione;[71]
- alterazioni nella quantità e sensibilità dei recettori della serotonina che in alcuni casi si è dimostrato persistere dopo la sospensione del trattamento;[64] inibizione dell'attività dei neuroni dopaminergici;[72][73]
- diminuzione della quantità e funzionalità del trasportatore della serotonina (SERT), in maniera qualitativamente simile a quella causata dall'MDMA;[74][75]  aumento della quantità di triptofano idrossilasi, enzima limitante la sintesi della serotonina;[63]
- Alterazioni dell'espressioni di geni legati ai neurotrasmettitori, ai fattori neurotrofici ed infiammatori;[59]
- Ipogonadismo,[76] diminuiti livelli di testosterone e ridotta funzione dell'asse ipotalamo-ipofisi-testicolo (HPTA);[77][78] riduzione della conta spermatica[24] e della qualità del DNA dello sperma;[79]

Pochi studi sono stati però svolti per cercare di capire se queste alterazioni sono reversibili con la sospensione e quali sono legate alla persistenza delle disfunzioni sessuali. Altri studi hanno addirittura messo in evidenza come gli SSRI possano esercitare effetti epigenetici cioè alterazioni persistenti nell'espressione genica.

### Effetti a lungo termine
Il trattamento con Fluoxetina (Prozac) ha dimostrato causare nei ratti persistente desensibilizzazione dei recettori 5HT1A della serotonina, con conseguente diminuzione di circa il 30% della secrezione di ossitocina. Inoltre, è stato osservato un aumento dell'attività del sistema serotoninergico in alcune aree del cervello dopo la sospensione del trattamento con un SSRI. L'uso degli SSRI provoca anche alterazioni nella struttura cerebrale e nei neuroni serotoninergici, nonché alterazioni dell'espressioni di geni legati ai neurotrasmettitori, ai fattori neurotrofici ed infiammatori, in particolare in aree coinvolte nella risposta agli stimoli sessuali, modifiche che potrebbero essere reversibili solo lentamente.
Questi ed altri cambiamenti persistenti del funzionamento cerebrale indotti dal farmaco, si pensa siano mediati da alterazioni dell'espressione genica dovuti al rimodellamento della cromatina (legata al grado di acetilazione degli istoni) e alla metilazione del DNA. Durante il trattamento con un SSRI/SNRI, si è osservato un aumento della espressione delle proteine trasportatrici di metile MeCP2 e MBD1 (preposte alla metilazione del DNA) e dell’mRNA dell’enzima HDAC2 (uno degli enzimi che deacetilano gli istoni), nonché la riduzione dell’acetilazione dell’istone H3 nelle aree del cervello che proiettano serotonina, come il caudato-putamen (corpo striato), la corteccia frontale e il giro dentato dell'ippocampo. La regolazione del grado di acetilazione degli istoni e della metilazione del DNA, gioca un ruolo fondamentale nella regolazione dell'espressione genica e in definitiva nel funzionamento cerebrale.
L'espressione genica alterata e il rimodellamento della cromatina sembrano essere coinvolti anche nella eziologia di diverse patologie psichiatriche e la modificazione dell'espressione genica sembra avere un ruolo nell'effetto terapeutico di alcuni farmaci nel meccanismo d'azione della terapia elettroconvulsiva (ECT).
Considerando la complessità di questi cambiamenti, che possono avere effetti persistenti, si ipotizza che l’uso di SSRI\SNRI possa causare alterazioni stabili nell’espressione genica cerebrale, compromettendo la neurotrasmissione catecolaminergica e causando disturbi neuroendocrini.

### Teoria dello "squilibrio chimico"
Alcuni critici sostengono che le pubblicità dei farmaci SSRI ampiamente diffuse su televisione e stampa, promuovono un messaggio inesatto, banalizzando ciò che questi farmaci fanno effettivamente. La critica deriva dalla messa in discussione delle affermazioni secondo cui gli SSRI, ed in generale gli psicofarmaci, lavorino correggendo presunti squilibri chimici nel cervello che sarebbero la causa della depressione.
Non esistono però strumenti per misurare i livelli dei neurotrasmettitori in un cervello e per consentire un monitoraggio continuo durante il trattamento, rimane quindi difficile se non impossibile sapere se la causa di un disturbo psichiatrico sia dovuta ad un reale squilibrio chimico e se il trattamento sia in grado di ripristinare il livello di un neurotrasmettitore carente (cioè correggere uno squilibrio). Senza questa conoscenza per ogni paziente, gli psicofarmaci possono effettivamente causare squilibri chimici e stati cerebrali anormali.

## Trattamento
Non esiste una cura nota per la PSSD, soprattutto perché la sua eziologia è ancora sconosciuta. Le possibili opzioni di trattamento sono state esaminate solo teoricamente sulla base degli approcci utilizzati per la disfunzione sessuale indotta da SSRI durante il trattamento e sulla base di ipotesi teoriche.
Vi è evidenza per le seguenti strategie di gestione: per la disfunzione erettile, l'aggiunta di un inibitore PDE5 (come il sildenafil) o altri farmaci approvati allo scopo (come soluzioni topiche di alprostadil, iniezioni intracavernose di prostaglandina E1, trattamenti orali a base di apomorfina); per la diminuzione della libido, un farmaco che agisce sulla trasmissione dopaminergica (come bupropione, metilfenidato o agonisti dopaminergici).
In un case-report è riportato che la somministrazione di metilfenidato, uno stimolante dopaminergico, ha determinato un parziale miglioramento dei sintomi in un paziente. In un altro case-report si è descritto il parziale miglioramento della anestesia genitale in un uomo grazie al trattamento con laser freddo. Un case reports riporta la possibile efficacia di prodotti nutraceutici.
In un trial clinico svolto su un piccolo numero di pazienti affetti dalla sindrome, sono stati trovati risultati positivi per Vortioxetina, Buproprione ed alcuni prodotti nutraceutici sui sintomi di disfunzione sessuale e calo della libido, per Sildenafil nel trattamento del deficit erettile e per la stimolazione meccanica della zona pelvica nei sintomi di ipoestesia genitale e anorgasmia.
In degli studi volti a trattare le disfunzioni indotte dagli SSRI/SNRI durante la loro assunzione, sono stati utilizzati agonisti dei recettori 5HT-1A (come il buspirone), antagonisti dei recettori 5HT-2 e 5HT-3 (come trazodone e mirtazapina) e il naltrexone (un antagonista oppioide) che sarebbero in grado di agevolare la trasmissione dopaminergica ed alleviare i disturbi sessuali nei pazienti in trattamento con SSRI\SNRI. La cabergolina, che è un agonista dei recettori D2, che a sua volta diminuisce la prolattina, nei soggetti che stavano sperimentando una disfunzione sessuale durante il trattamento con un SSRI\SNRI, ha completamente restaurato l'orgasmo in un terzo dei soggetti anorgasmici, e parzialmente ripristinato l'orgasmo in un altro terzo dei soggetti. Tuttavia non sono stati svolti studi volti a verificarne l'efficacia nel trattamento della sindrome.

## Rapporti pubblicati
| Anno | Note |
| ---- | --- |
| 2006 | Il primo caso descritto in letteratura risale al 2006 e descrive i sintomi di disfunzione sessuale persistente in un uomo di 26 anni a seguito di un trattamento con sertralina. I sintomi (costituiti da anestesia genitale, orgasmo senza piacere, difficoltà a raggiungere l'orgasmo e perdita della libido), erano comparsi all'inizio del trattamento antidepressivo, che è stato portato avanti per alcuni mesi, e proseguivano tal quali dopo sei anni dalla sospensione del farmaco. Il soggetto non aveva dubbi sul fatto che la sertralina fosse la responsabile dei perduranti sintomi e gli stessi autori del rapporto hanno riconosciuto di non poter escludere questa inusuale causa farmacologica, tuttavia non essendo allora presenti in letteratura studi che supportassero tale ipotesi hanno provvisoriamente optato per un'interpretazione psicodinamica dei sintomi. Sempre nello stesso anno, il noto genetista Csoka ha descritto in un case-report altri tre casi, tra cui quello di una giovane donna, di disfunzione sessuale persistente seguente all'uso di SSRI. Del 2006 è anche un articolo comparso su una rivista americana e firmato da Bahrick in cui viene descritta la disfunzione sessuale post-SSRI (PSSD) come una condizione iatrogena in cui gli effetti collaterali sessuali non riescono a risolversi con la sospensione di un SSRI/SNRI, spesso caratterizzato da aspetti di anestesia genitale e orgasmo senza piacere, facendo notare inoltre che tali sintomi non sono attribuibili ad alcuna particolare forma di disfunzione sessuale nota o forma di depressione. |
| 2007 | Un case-report, pubblicato alla fine del 2007, descrive un caso di PSSD insorto dopo sole 4 settimane di assunzione di un SSRI, indicando che la sindrome si potrebbe sviluppare anche dopo un trattamento molto breve con gli SSRI. Il soggetto, una donna di 32 anni che aveva sviluppato anestesia genitale, diminuita intensità orgasmica, difficoltà a raggiungere l'orgasmo e una sostanziale riduzione della libido dopo pochi giorni dall'inizio della terapia con citalopram, ha descritto la sua regione genitale come "totalmente insensibile". I test fisici e psicologici non hanno rivelato dati significativi. |
| 2008 | Nel 2008 è stata pubblicata una review in cui si discutono le allora emergenti prove dell'esistenza della PSSD ed in cui si afferma come medici e pazienti possano non attribuire le disfunzioni ad un farmaco che non assumono più e che queste possono essere erroneamente attribuite a cause psicologiche. Sempre nel 2008 altri tre casi sono stati pubblicati sul Journal of Sexual Medicine, selezionati da un gruppo Yahoo dedicato alla PSSD con oltre 3500 membri, evidenziando come nessuno dei numerosi specialisti a cui i soggetti si erano rivolti fosse stato in grado di trovare cause fisiche o mentali ai loro sintomi. |
| 2009 | Un altro articolo è stato pubblicato nel 2009. |
| 2012 | Nel 2012, l'agenzia per la farmacovigilanza olandese (LAREB) ha pubblicato un rapporto sulla base di 19 segnalazioni pervenute al loro ufficio riguardanti disfunzioni sessuali persistenti a seguito dell'assunzione di SSRI/SNRI evidenziando come tali sintomi potessero essere conseguenza del trattamento farmacologico ed invitando ad approfondire il fenomeno, riconoscendo di fatto ufficialmente l’esistenza della sindrome. I dati proveniente da queste segnalazioni sono stati poi pubblicati in letteratura da Ekhart e van Puijenbroek. Dallo stesso anno nella versione americana del foglietto illustrativo del Prozac è riportato che "sintomi di disfunzione sessuale possono occasionalmente persistere dopo l'interruzione del trattamento con Fluoxetina". |
| 2013 | Nel 2013 è stato pubblicato uno studio qualitativo su 9 soggetti affetti da PSSD in cui si esaminava l'impatto della sindrome sulla loro qualità di vita. L'ultima versione del Manuale Diagnostico e Statistico dei Disturbi Mentali (DSM-5), pubblicata nello stesso anno, riporta che "sintomi di disfunzione sessuale possono occasionalmente persistere dopo l'interruzione del trattamento con SSRI/SNRI". |
| 2014 | Nel 2014 Hogan et al. (tra cui il noto psichiatra irlandese David Healy) hanno descritto 120 casi di disfunzione sessuale persistente a seguito dell'uso di un farmaco (di cui 91 a seguito dell'uso di un SSRI/SNRI), dimostrando per la prima volta la similarità tra i sintomi descritti da un ampio numero di soggetti, pur se esposti a diversi tipi di SSRI/SNRI, la similarità dei sintomi tra la PSSD, la Sindrome Post-Finasteride e la Sindrome Post-Isotretinoina ed invocando lo studio ed il riconoscimento della sindrome. È dello stesso anno un rapporto che descrive un caso di disfunzione persistente in cui si ipotizza il ruolo dei canali ionici nella genesi dell'anestesia genitale, che è stata trattata con tecniche di irradiazione laser a bassa potenza e che ha permesso un parziale ripristino della sensibilità tattile, sebbene non vi sia stato alcun miglioramento nella risposta sessuale. È stato perciò ipotizzato che gli SSRI potrebbero interferire col funzionamento dei canali ionici transient receptor potential (TRP). |
| 2015 | Nel 2015 Ben-Sheetrit ha condotto un ampio studio (pubblicato sull’importante rivista Journal of Clinical Psychopharmacology) in cui si descrivono 532 casi di sospetta disfunzione sessuale persistente raccolti tramite questionari e selezionandone in particolare 183 (perché privi di fattori confondenti). In questo studio si conferma come non sembra esserci una correlazione tra sviluppo della sindrome e dose di farmaco assunta e come i classici parametri ormonali la cui alterazione è associata a disfunzioni sessuali (testosterone, prolattina, estrogeni) risultino nella norma. |
| 2016 | Nel 2016 è stata pubblicata una review di studi su animali sull’effetto della somministrazione neonatale di SSRI, nota per causare disfunzioni sessuali persistenti, ed in cui si evidenzia come simili osservazioni sono state fatte su pazienti. |
| 2017 | Nel corso del 2017 sono state pubblicate due differenti review degli studi pubblicati fino a quel momento: in entrambe si riporta come sia una condizione sotto segnalata e studiata e vengono discusse le ipotesi sulle cause e i trattamenti, giungendo a simili conclusioni. In particolare in una di queste review si sottolinea come questa condizione spesso comprenda anche delle difficoltà emotive, non solo sulla sfera sessuale, che vanno ulteriormente a ledere la qualità di vita dei pazienti e del rapporto di coppia, tant'è che viene ridefinita come una più generale "Sindrome Post-SSRI"; sottolinea inoltre come sia sorprendentemente poco studiata e caratterizzata attraverso studi dedicati. Una circolare interna della casa farmaceutica Sanofi, del Dott. A. Nathwani (Chief Medical Officer/Vicepresidente esecutivo di Sanofi) datata 4 dicembre 2017, riferisce che a seguito di un'indagine interna che comprende una revisione del Database Sanofi Global Safety, della letteratura disponibile, libri di testo, dati della farmacovigilanza, è stato determinato che: "Le prove ponderate cumulative raccolte per gli SSRI citati erano sufficienti a concludere che questi prodotti possono essere associati a persistenti disturbi sessuali dopo l'interruzione del trattamento." Gli "SSRI citati" erano fluoxetina, paroxetina, citalopram, escitalopram e sertralina. |
| 2018 | In una lettera datata 15 gennaio 2018, l'Agenzia britannica per la regolamentazione dei prodotti medicinali e sanitari (MHRA) ha confermato che fino al 5 gennaio 2018, aveva ricevuto un totale di 1475 segnalazioni spontanee dal Regno Unito di sospette disfunzioni sessuali associate agli SSRI. Di queste, 309 hanno indicato che la disfunzione sessuale persisteva dopo l'interruzione del farmaco, e in 963 casi non era noto se la reazione continuasse dopo che il farmaco era stato sospeso. A gennaio 2018 è stata pubblicata un'ulteriore review delle evidenze raccolte fino a quel momento in cui si ribadisce come nonostante siano presenti numerosi studi che evidenziano gli effetti aversi permanenti sulla funzionalità sessuale delle cavie sottoposte a trattamento con SSRI/SNRI, non siano stati condotti studi sull'uomo per caratterizzare e trattare tale sindrome, sollevando in particolare preoccupazioni sulla possibilità di conseguenze sessuali a lungo termine per le persone esposte agli SSRI durante la gravidanza o in giovane età. Ad aprile 2018, un gruppo di ricerca dell’Università statale di Milano, ha pubblicato una review degli studi volta a mettere a confronto la sindrome post SSRI e la sindrome post Finasteride, evidenziando l’estrema similarità della sintomatologia riportata e ipotizzando quindi una base patogenica comune. Ancora una volta sottolinea come l’incidenza reale possa essere sottostimata a causa di un’errata diagnosi di disfunzione ad origine psicologica. A maggio 2018, il gruppo di ricerca indipendente sugli effetti collaterali dei farmaci “RxIsk” gestito dal noto psichiatra irlandese David Healy, ha pubblicato i risultati di un’indagine su 300 nuovi sospetti casi di disfunzione sessuale persistente a seguito della somministrazione di farmaci, indagando la frequenza e la gravità dei sintomi riportati e mostrandone la similarità anche se causati da farmaci molto diversi tra loro, evidenziando poi come in diversi casi la sindrome ha portato a perdita di lavoro, difficoltà lavorative e relazionali, nonché divorzi. Alla luce delle nuove evidenze e degli studi sul meccanismo d’azione dei farmaci ha esteso le ipotesi sulla patogenesi della sindrome non solo a livello del sistema nervoso centrale ma anche di quello periferico nonché di squilibri endocrini. Dall’indagine è poi risultato come i professionisti attribuiscano spesso i sintomi della sindrome a delle non meglio specificate diatesi nervose, anche se alcuni sintomi tipici come l’orgasmo senza piacere e l’anestesia genitale è risaputo non essere causati da alcuna forma di depressione o disturbo somatoforme. Lo stesso gruppo di ricerca ha inoltre inviato una petizione alle maggiori agenzie governative di farmacovigilanza (tra cui FDA ed EMA) per richiedere l'immediato aggiornamento dei foglietti illustrativi degli SSRI/SNRI affinché includano effetti collaterali sessuali noti da decenni spesso non citati (anestesia genitale, orgasmo senza piacere, anedonia) nonché i danni persistenti alla sessualità. |
| 2019 | Uno studio pubblicato nel 2019 ha evidenziato come nel corso dei trial clinici, le disfunzioni sessuali siano in genere un effetto collaterale poco indagato e perciò trascurato, perché la loro indagine sistematica non rientra tra gli obiettivi di osservazione primari (primary outcome) al punto che in alcuni casi non sono stati riportati tra gli effetti avversi. Sottolinea poi come, dai risultati di una indagine, frequentemente siano gli stessi prescrittori a non comunicare questo tipo di effetti collaterali, sia per lo stigma legato ad essi che per non suggestionare i pazienti nonostante, come si sottolinea nello studio, le disfunzioni sessuali possano pesare quanto la malattia stessa (come dimostrato nel caso della schizofrenia). Nello stesso anno l'Agenzia Europea per i farmaci (EMEA) pubblica un primo rapporto sulle segnalazioni raccolte attraverso la rete di farmacovigilanza dei paesi membri. Il documento oltre a riassumere il trend delle segnalazioni, definisce i sintomi tipici e suggerisce che dal momento che la sindrome è stata osservata anche in chi aveva assunto altre classi di antidepressivi, sarebbe più opportuno chiamarla Post-antidepressant sexual dysfunctions (PASD). Nel settembre 2019, il gruppo di ricerca sugli effetti collaterali dei farmaci "RxIsk" guidato dal noto psichiatra britannico David Healy, tra i più attivi nel campo, ha pubblicato uno studio frutto di una indagine su 62 pazienti con PSSD, in cui si indagava il rapporto tra medico e paziente nel momento in cui questo si presentava lamentando i sintomi caratteristici: in generale, è stato rilevato che, mentre alcuni medici mostrano comprensione, altri mostrano riluttanza e osteggiano l'attribuzione dei sintomi alla PSSD, adducendo l'assenza di ampi studi e trial che definiscano criteri univoci di diagnosi. Lo studio evidenzia poi come questa divisione di opinioni sia storicamente ricorsa in altri casi in cui effetti collaterali non ordinari di farmaci hanno richiesto decenni prima di essere accettati dalla comunità medica e scientifica. |
| 2020 | Nel gennaio 2020, il professor Healy della Bangor University, pubblica un articolo in cui ripercorre la storia della diagnosi delle disfunzioni sessuali in pazienti trattati con antidepressivi. Riporta che la prima segnalazione all'autorità di farmacovigilanza del Regno Unito (MHRA) di disfunzioni sessuali persistenti dopo la sospensione di un trattamento con SSRI risale al 1991. Ad Aprile 2020, viene pubblicato uno studio del Dr. Waraich in cui si riportano i risultati di una batteria di test a cui sono stati sottoposti 42 pazienti maschi con diagnosi di disfunzioni sessuali persistenti (da più di 6 mesi) a seguito dell'interruzione del trattamento con SSRI. È riportato che i pazienti raccolgono i criteri per la diagnosi di Disturbo da Desiderio Sessuale Ipoattivo (HSDD) nell'86% dei casi, lamentano una disfunzione orgasmica nel 79% dei casi ed erettile nel 91% dei casi (diagnosticata attraverso il questionario IIEF-EF 5); si riportano poi alterazioni nel Quantitative Sensory Testing (QST), un test strumentale volto a determinare quantitativamente alterazioni nella sfera sensoriale, e fibrosi dei tessuti erettili associata ad una loro diminuita espandibilità diagnosticati attraverso ecografie peniene. Conclude quindi che i sintomi di anestesia genitale derivano probabilmente da una disfunzione di tipo neurologico mentre la disfunzione erettile ha probabilmente una patofisiologia di tipo vascolare, gettando le basi per una caratterizzazione di tipo strumentale della sindrome. |
| 2021 | A Febbraio 2021, la Proff.sa Cosci dell'Università di Firenze, pubblica i risultati di una indagine su 135 soggetti affetti da sintomi riconducibili alla sindrome a seguito della sospensione di un trattamento con SSRI\SNRI, volta ad indagare storia clinica, sintomi e qualità di vita. I risultati depongono prove a favore dell'origine iatrogena della sindrome, evidenziando come la severità dei sintomi sessuali ed emotivi sia in relazione al senso di benessere percepito. Ad Ottobre è stato pubblicato uno studio da parte di un ampio gruppo di ricerca internazionale volto a fissare un criterio diagnostico per la patologia, tracciando un parallelo con altre sindromi iatrogene dalle caratteristiche simili. Lo studio evidenzia come i sintomi più comuni siano anestesia genitale, perdita della libido, appiattimento emotivo, deterioramento cognitivo, disfunzioni sessuali di varia natura. Un gruppo di ricerca israeliano ha pubblicato ad Ottobre una review di studi volta a raccogliere informazioni sui meccanismi biologici alla base della sindrome e a proporre i futuri indirizzi di ricerca, evidenziando però come numerosi report pubblicati in letteratura richiamino alla necessità di ricerche più ampie e strutturate. Nello stesso anno un gruppo di ricerca ha condotto una investigazione sistematica della letteratura pubblicata fino a quel momento, raccogliendo in totale 237 articoli. Gli autori sottolineano ancora una volta la mancanza di consapevolezza da parte dei prescrittori che tendono a confondere i sintomi con una ricaduta depressiva. Grazie ad un "Freedom of Information request" indirizzato all'ente regolatorio farmaceutico britannico (MHRA), sono stati pubblicati i dati degli archivi delle segnalazioni spontanee delle sospette reazioni avverse di disfunzione sessuale a seguito della somministrazione di SSRI. L'atto documenta che delle 1654 segnalazioni ricevute fino ad allora, 360 riguardano disfunzioni sessuali che persistevano dopo la sospensione del trattamento. |
| 2022 | Sono stati pubblicati i risultati del primo trial clinico su pazienti per il trattamento della sindrome attraverso degli approcci sia farmacologici che non. Lo studio, svolto da un gruppo di ricerca italiano, ha preso in considerazione un piccolo gruppo di giovani pazienti maschi trattati per un periodo di 12 mesi con interventi farmacologici (bupropione, vortioxetina) e non farmacologici (nutraceutici a base di nutrienti ed estratti botanici o stimolazione meccanica della zona pelvica). Gli interventi proposti hanno mostrato risultati promettenti su cui potranno essere progettati e proseguiti più ampi studi. |
| 2023 | Uno studio retrospettivo svolto in Israele su un ampio campione di pazienti maschi seguiti in una clinica urologica, ha indagato la prevalenza di disfunzione erettile irreversibile a seguito di un trattamento a base di SSRI. I risultati indicano che circa lo 0,5% degli uomini trattati ha sviluppato disfunzione erettile persistente attribuibile al trattamento con un antidepressivo serotoninergico. A marzo, un gruppo di ricerca olandese ha analizzato in un approfondito studio la possible eziologia della sindrome analizzando dettagliatamente i sintomi di un paziente che si era rivolto alla loro clinica per disfunzioni sessuali persistenti insorte a seguito della sospensione del trattamento con antidepressivo serotoninergico. A giugno è stata pubblicata una nuova revisione sistematica degli studi pubblicati fino a quel momento ad opera di un gruppo di ricerca internazionale che sottolinea la mancanza di estesi studi volti a definire con certezza le caratteristiche della sindrome come fattori di rischio e prevalenza. A giugno è stata pubblicata una ulteriore review sulla rivista scientifica "The journal of sexual medicine" che in analogia alle osservazioni precedenti, sottolinea la sintomatologia eterogenea che comprende sia sintomi sessuali che non, ed afferma inoltre che sta aumentando il numero di casi riconosciuti grazie ad una maggiore consapevolezza circa la problematica. Uno studio pubblicato nel mese di luglio, ha per la prima volta discusso delle implicazioni etiche legate alla prescrizione di farmaci in grado di alterare in maniera potenzialmente irreversibile la sfera sessuale umana. A settembre è stata pubblicata una review sulla prestigiosa rivista scientifica Nature. |
| 2024 | A inizio anno, un team di ricerca dell'Università degli studi di Milano ha pubblicato i risultati di alcune ricerche svolte su dei modelli animali della sindrome, tracciando un parallelo con le alterazioni osservate nella sindrome post-finasteride e fornendo quindi indizi per una eziologia e un trattamento comune. Un editoriale pubblicato a settembre dall'università di Cambridge sottolinea la difficoltà nello stimare la reale prevalenza e incidenza nella sindrome, sia a causa dello scarso interesse della comunità scientifica che della mancanza di strumenti diagnostici appropriati. Uno studio pubblicato a settembre svolto tra Stati Uniti e Canada su pazienti giovani trattati con vari farmaci, ha trovato che il 13,2% di quelli trattati con un SSRI soffrivano di Ipoestesia Genitale Persistente contro lo 0,9% di quelli trattati con altri farmaci, anche ormonali. I ricercatori hanno sottolineato la scarsa trasparenza da parte delle autorità di farmacovigilanza, chiedendo di diramare bollettini di avvertimento. Un team di ricerca dell'Università di Milano e dell'istituto Mario Negri ha condotto uno studio su modelli animali che ha dimostrato che il trattamento con un SSRI causa delle alterazioni persistenti nell'espressione di geni legati a dopamina, glutammato, GABA, BDNF e fattori infiammatori in particolare in aree cerebrali legate al funzionamento sessuale rafforzando le basi biologiche sull'eziologia della PSSD. Uno studio pubblicato nello stesso anno Proff. Healy, evidenzia che l'attuale sistema di segnalazione e raccolta delle testimoninanze pone delle importanti barriere alla quantificazione della reale incidenza della sindrome, individuando tra le cause la mancanza di consapevolezza tra i medici e la difficoltà a definire criteri diagnostici oggettivi e misurabili. |
| 2025 | Uno studio pubblicato nel 2025 esplora le somiglianze tra la PSSD e altre sindromi post-farmaco, suggerendo un'origine periferica dei sintomi sessuali persistenti. Una indagine psicologica pubblicata nello stesso anno ha indagato l'esperienza della sindrome attraverso delle interviste semistrutturate. I risultati indicano che i sentimenti prevalenti includono sofferenza, mancanza di speranza, alienazione e una perdita di fiducia nei confronti della scienza medica. |

Sono stati pubblicati anche diversi casi di Disturbo da Eccitazione Sessuale Persistente (PGAD, un disturbo che non deve essere confuso con l'ipersessualità) e di eiaculazione precoce che iniziano e durano a lungo dopo la sospensione di farmaci che inibiscono la ricaptazione della serotonina. Sandra Leiblum ha descritto i disturbi sessuali di eccitazione persistente in un caso in cui era stata confermata la PSSD.
Si giunge quindi ad alcune migliaia descritti attraverso pubblicazioni scientifiche. Per confronto, l’antidepressivo nefazodone è stato ritirato dal commercio in Canada nel 2003 perché dalla sua commercializzazione, avvenuta nel 1994, ha causato 51 casi di epatotossicità (cioè 1 su 250-300 000 pazienti/anno trattati) di cui 2 risultati in trapianto.